# San Miguel de Valero
San Miguel de Valero – gmina w Hiszpanii, w prowincji Salamanka, w Kastylii i León, o powierzchni 28,55 km². W 2011 roku gmina liczyła 379 mieszkańców.